# Keisen (Fukuoka)
Keisen (jap. 桂川町 Keisen-machi) ist eine Gemeinde im Landkreis Kaho in der Präfektur Fukuoka, Japan.
Die Gemeinde Keisen hat 13.948 Einwohner (Stand: 1. November 2009). 
Die Fläche beträgt 20,07 km² und die Einwohnerdichte ist etwa 695 Personen pro km².

## Angrenzende Städte und Gemeinden
- Iizuka
- Kama

## Sehenswürdigkeiten
Bei Keisen befinden sich mehrere Grabhügel, darunter der zeitweise begehbare Ōtsuka-Kofun aus dem 6. nachchristlichen Jahrhundert, der 1934 wiederentdeckt wurde, mit einem angeschlossenen Museum, das eine vollständige Rekonstruktion des Grabes enthält. Die Bedeutung des Kofuns wird mit der von Sutton Hoo verglichen.